# Egeralja
Egeralja là một thị trấn thuộc hạt Veszprém, Hungary. Thị trấn này có diện tích 8,94 km², dân số năm 2010 là 227 người, mật độ 25 người/km².